# Goldbekkanal

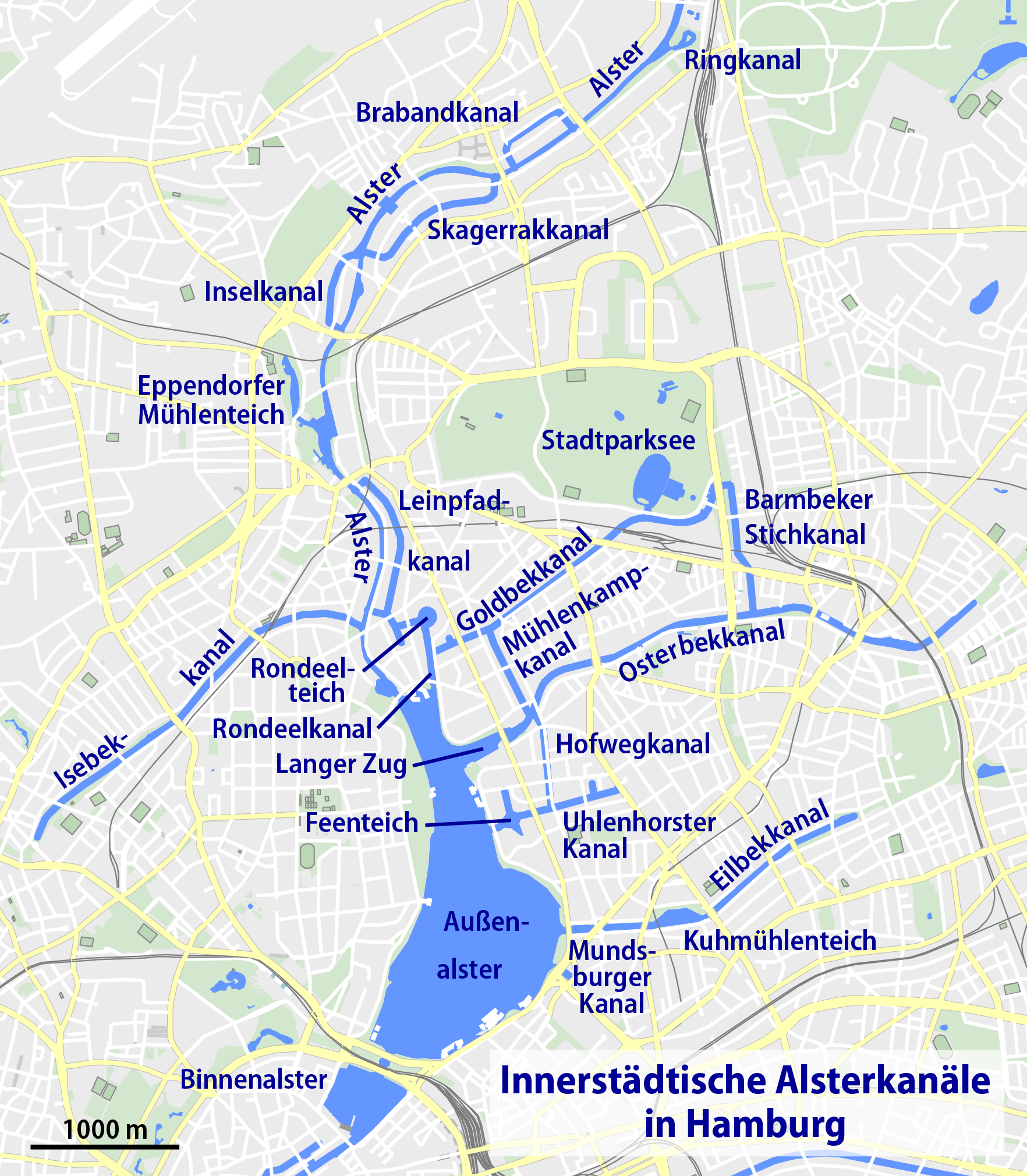
Innerstädtische Kanäle von Hamburg

Der Goldbekkanal ist ein Kanal in Hamburg-Winterhude.
Zur Förderung der industriellen Entwicklung von Winterhude wurde in den 1860er Jahren die Goldbek über einen Teilabschnitt, dem „unteren Goldbekkanal“, schiffbar gemacht und 1914 weiter ausgebaut. Er erstreckt sich vom Rondeelkanal (Lage), der mit der nördlichen Außenalster verbunden ist, bis zum Stadtpark, wo er sich mit dem Barmbeker Stichkanal und über diesen mit dem Osterbekkanal verbindet (Lage).

## Historie

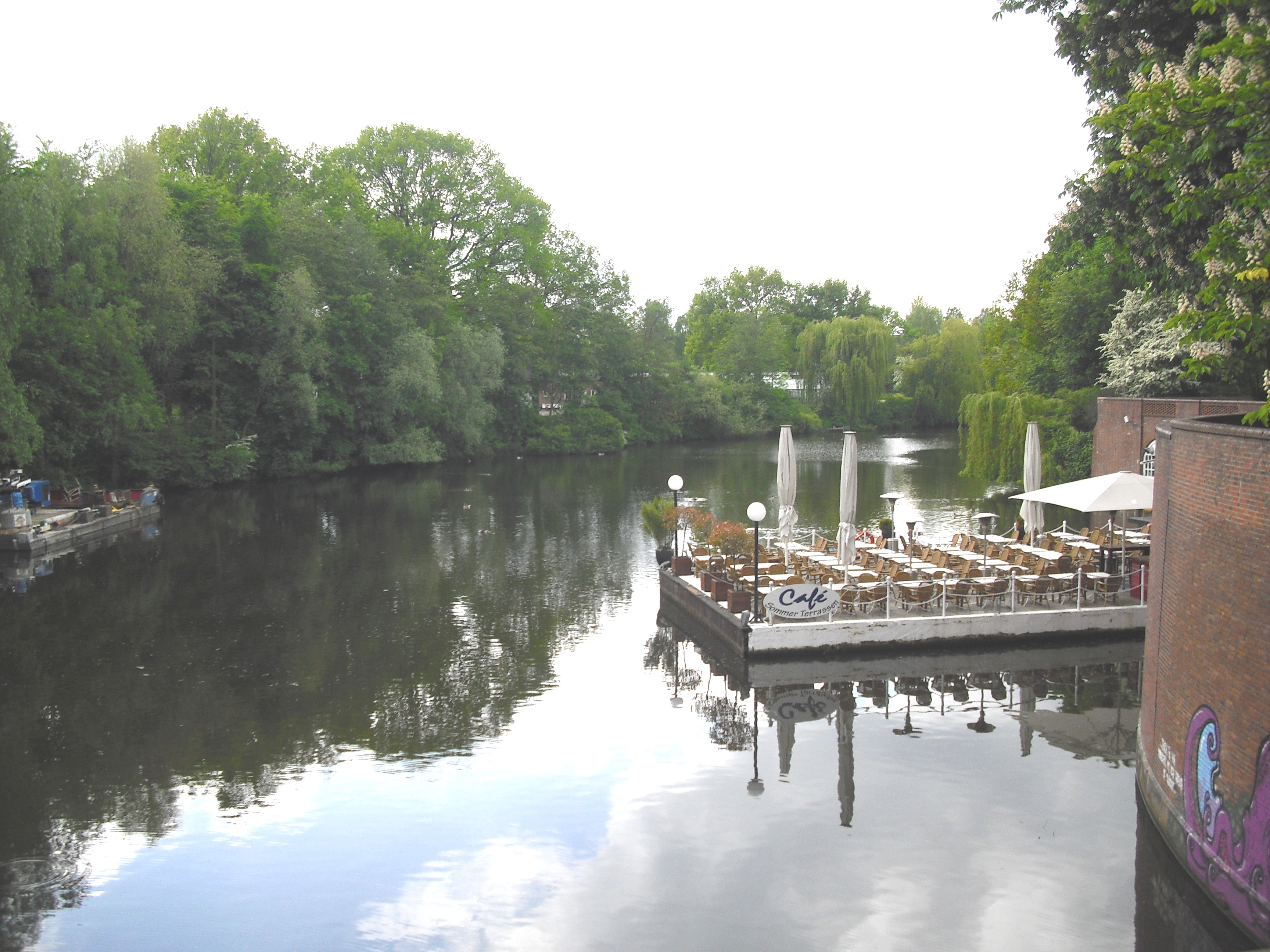
Café Seeterrasse auf dem südlichen Anleger im Stadtparkhafen

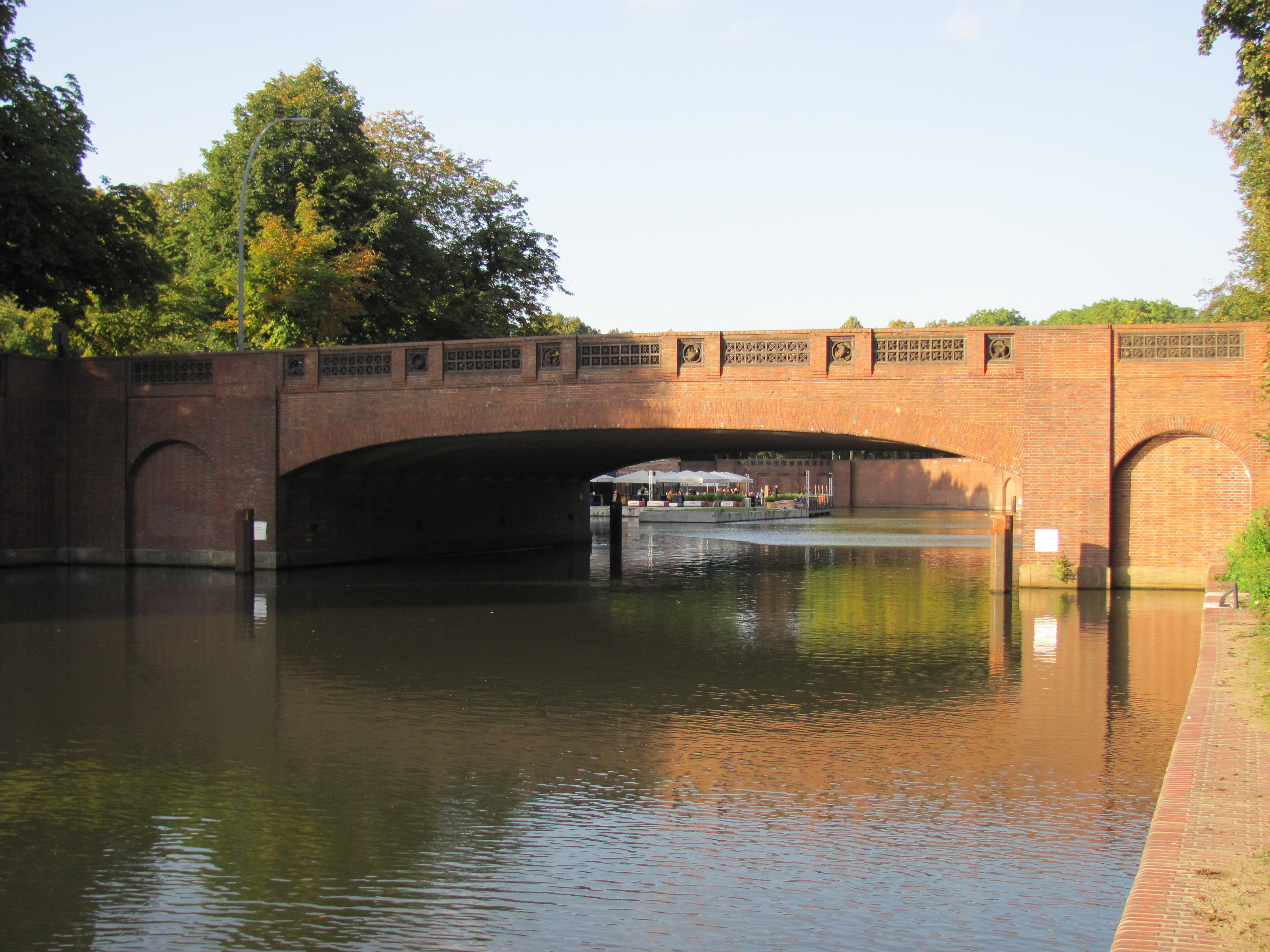
Stadthallenbrücke – Südseite, Blick auf den nördlichen Anleger

Der Goldbekkanal ist ein langsam fließendes, bis 135 cm tiefes Gewässer, das ursprünglich aus einem Bach, der Goldbek, aus dem Moor bei der Fuhlsbüttler Straße und von den Winterhuder Höhen gespeist wurde. Die Wortbedeutung der Goldbek beruht gemäß Hans Bahlow nicht auf dem Wort Gold, sondern „Gol“ für Schmutzwasser und Morast. Die Alsterkanäle dienten ursprünglich vor allem als Überlauf für das alte Sielsystem. Bei starken Regenfällen floss das Wasser über sie in die Alster ab.
Zur Erschließung Winterhudes wurden in den 1860er Jahren von Adolph Sierich die Straßen, Brücken und Kanäle ausgebaut. Zu den Gewässern zählen der Leinpfadkanal, Rondeelteich, Rondeelkanal, Mühlenkampkanal sowie der „untere Goldbekkanal“. Letzterer, der ursprünglich Winterhuder Kanal hieß, wurde 1888 vom Moorfuhrtweg bis zur Barmbeker Straße in 15 Meter Breite ausgegraben. Die ursprünglich im Privatbesitz befindlichen Straßen, Brücken und Kanäle gingen zu deren Ausbau und Unterhalt in den Besitz des Hamburger Staates über.
Die Kanäle dienten vor allem als Verkehrswege, auf denen Schiffe und Schuten die Rohstoffe zu den Fabriken brachten und die fertigen Waren abtransportierten. Hierzu zählt die 1908 am Goldbekkanal/Goldbekplatz errichtete Metallwarenfabrik Rieck & Melzian, deren Gebäude heute unter Denkmalschutz stehen (29604).
1914 wurde der Goldbekkanal bis zum Stadtpark ausgebaut, um weitere Fabriken in Winterhude, wie den Desinfektionsmittelhersteller Schülke & Mayr zu versorgen, dessen Stammhaus heute das Stadtteilkulturzentrum Goldbekhaus ist.
1915 wurde der Kanal mit dem Barmbeker Stichkanal verbunden, der zum Kohletransport für das ab 1907 an der Hellbrookstraße gebaute Kraftwerk zur Stromversorgung der Anfang 1912 in Betrieb genommenen Hamburger Hochbahn genutzt wurde.
Um 1924 wurde auf dem Goldbekkanal für den Personentransport bei Großveranstaltungen in der Stadthalle am Stadtpark ein Barkassen-Pendelverkehr zwischen Mühlenkamp und der Stadthalle eingerichtet. Zu beiden Seiten der Stadthallenbrücke wurden im Kanal geräumige Steganlagen gebaut, die noch heute existieren. Ein Anleger war zum Einsteigen und der andere zum Aussteigen vorgesehen, da nicht an Bord, sondern am Steg kassiert wurde. Zum Wenden der Barkassen wurde in diesem Bereich der Kanal verbreitert und erhielt den Namen Stadtparkhafen. Mit Beginn des Zweiten Weltkrieges wurde der Barkassenverkehr eingestellt. Nach dem Krieg, die Stadthalle war ausgebrannt und wurde später abgerissen, wurde der Barkassenbetrieb nur noch einmal 1965 für einige Monate aufgenommen.
Am Ufer des Kanals sind heute noch einige Schiffswerften ansässig, die auch Bootslagerung und einen Bootsverleih betreiben.

### Kanal-Brücken
Der Goldbekkanal wird von acht Straßen- und einer U-Bahnbrücke überspannt (mit Angaben zum Baujahr / Nr. Kulturdenkmalliste Hamburg-Winterhude / Nr. Liste von Werken Fritz Schumachers):
- Saarlandbrücke (1916 / 21970)
- Stadthallenbrücke (1916 / 22022 / 183)
- U-Bahnbrücke U3 (1911[9])
- Wiesendammbrücke (1928 / 22108 / 308)
- Barmbeker Straßenbrücke
- Moorfuhrtbrücke (1912 / 20448)
- Dorotheenstraßenbrücke
- Sierichstraßenbrücke
- Bellevuebrücke (1929 / 21516 / 262)

Die Moorfuhrt-, Dorotheenstraßen-, Sierichstraßen- und Bellevuebrücke wurden mit dem Bau des „unteren Goldbekkanals“ bereits um 1860 errichtet, wie den Hamburger Stadtplänen von 1887 und 1895 zu entnehmen ist.
Mit der Erweiterung des Goldbekkanals bis zum Stadtpark um 1914 wurde neben den oben genannten Brücken eine weitere Brücke zum Stadtpark mit der Straßenbezeichnung „Feldweg“ gebaut, die heute nicht mehr existiert.

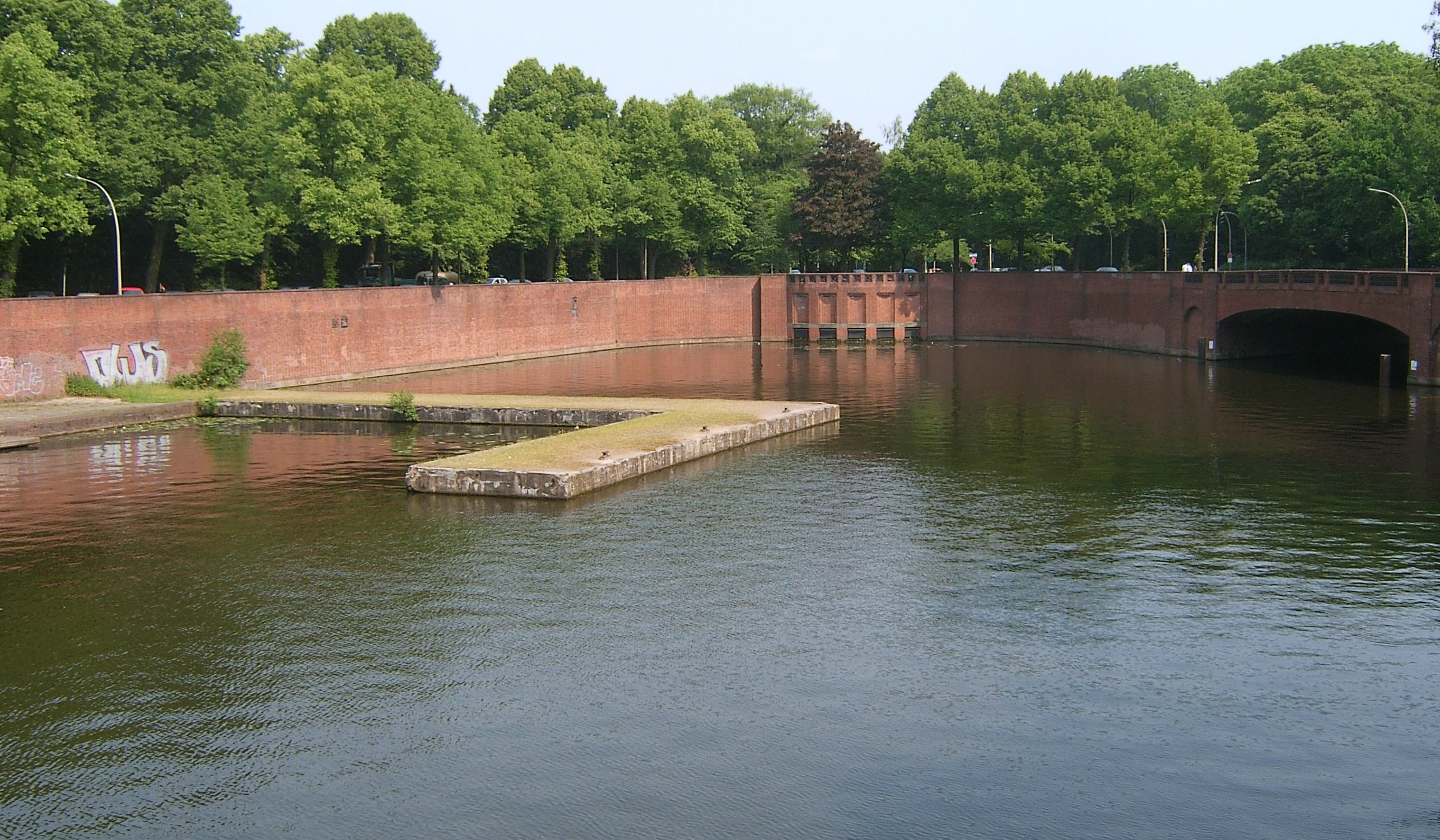
Nördlicher Anleger an der Stadthallenbrücke, im Hintergrund die Saarlandbrücke
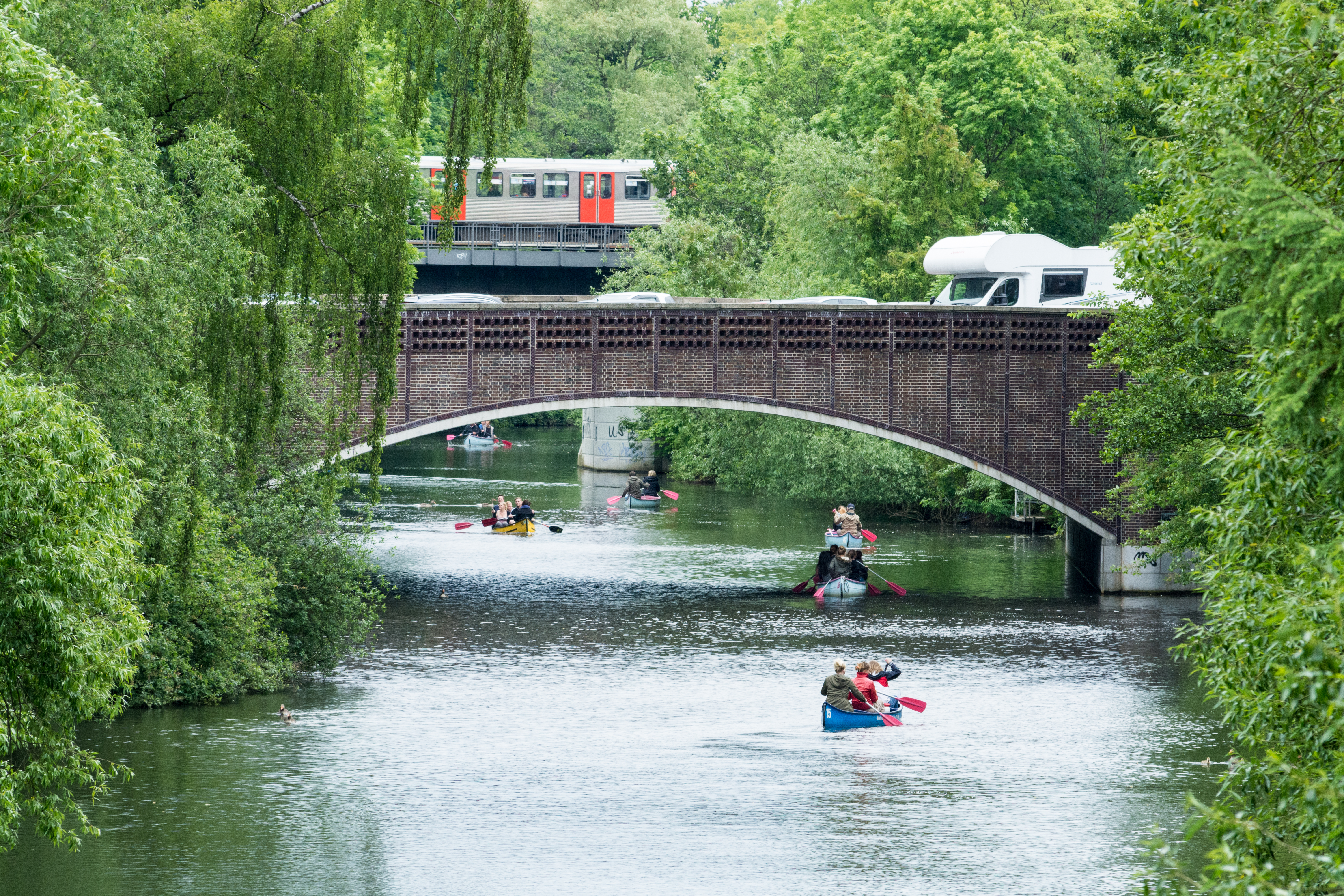
Wiesendammbrücke, im Hintergrund die U-Bahnbrücke U3
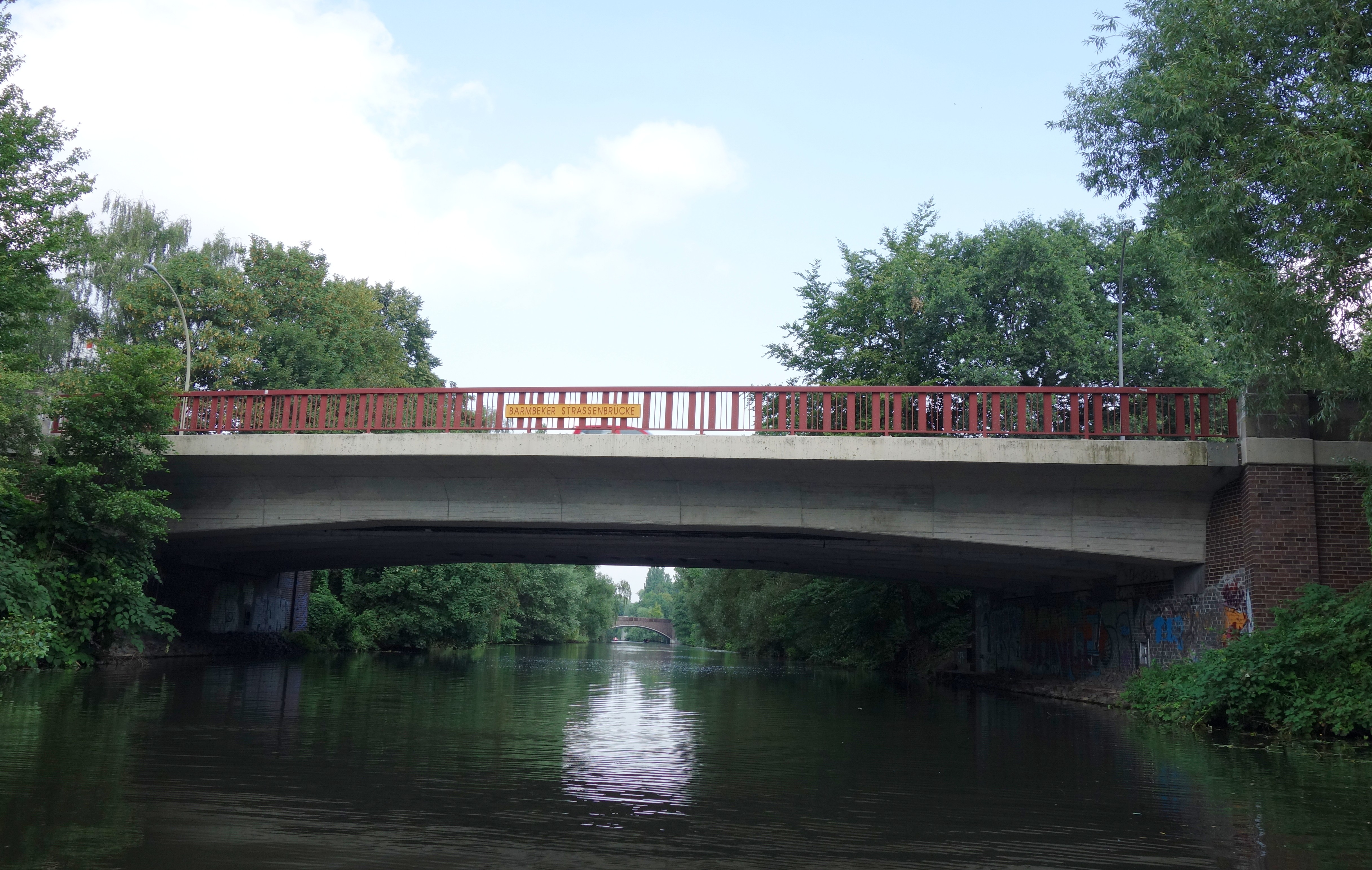
Barmbeker Straßenbrücke, im Hintergrund die Wiesendammbrücke
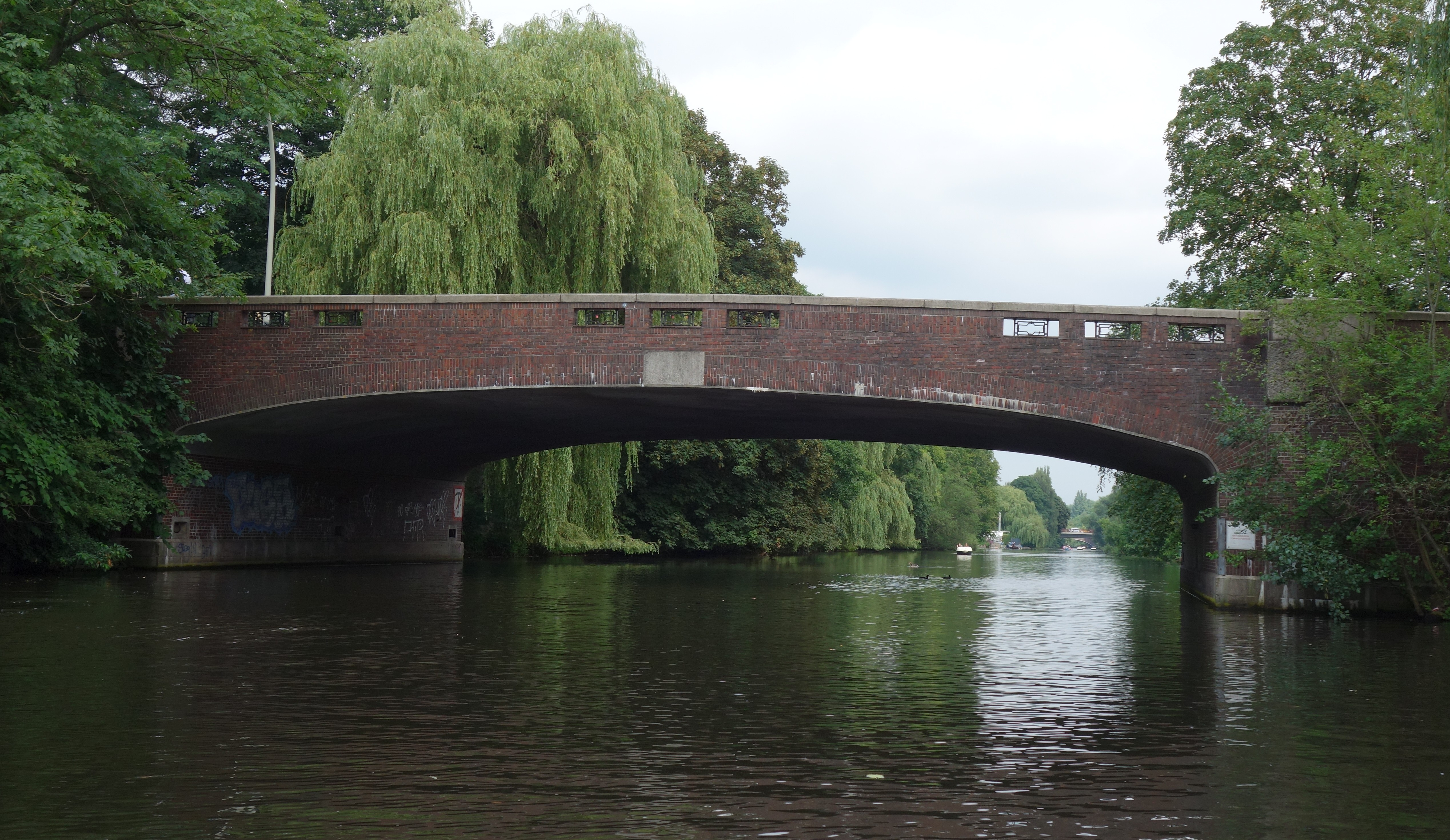
Moorfuhrtbrücke
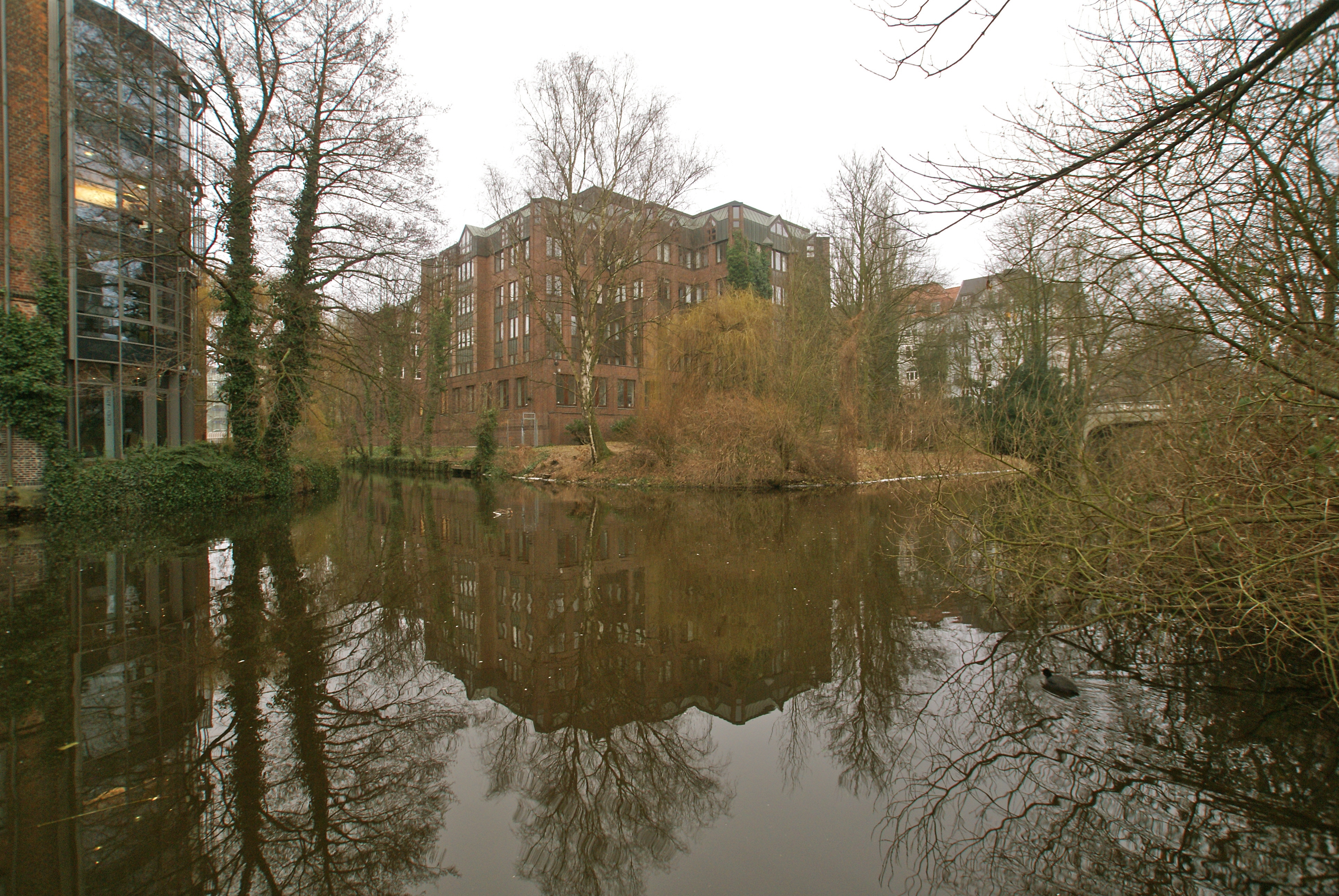
Goldbekkanal Ecke Mühlenkampkanal
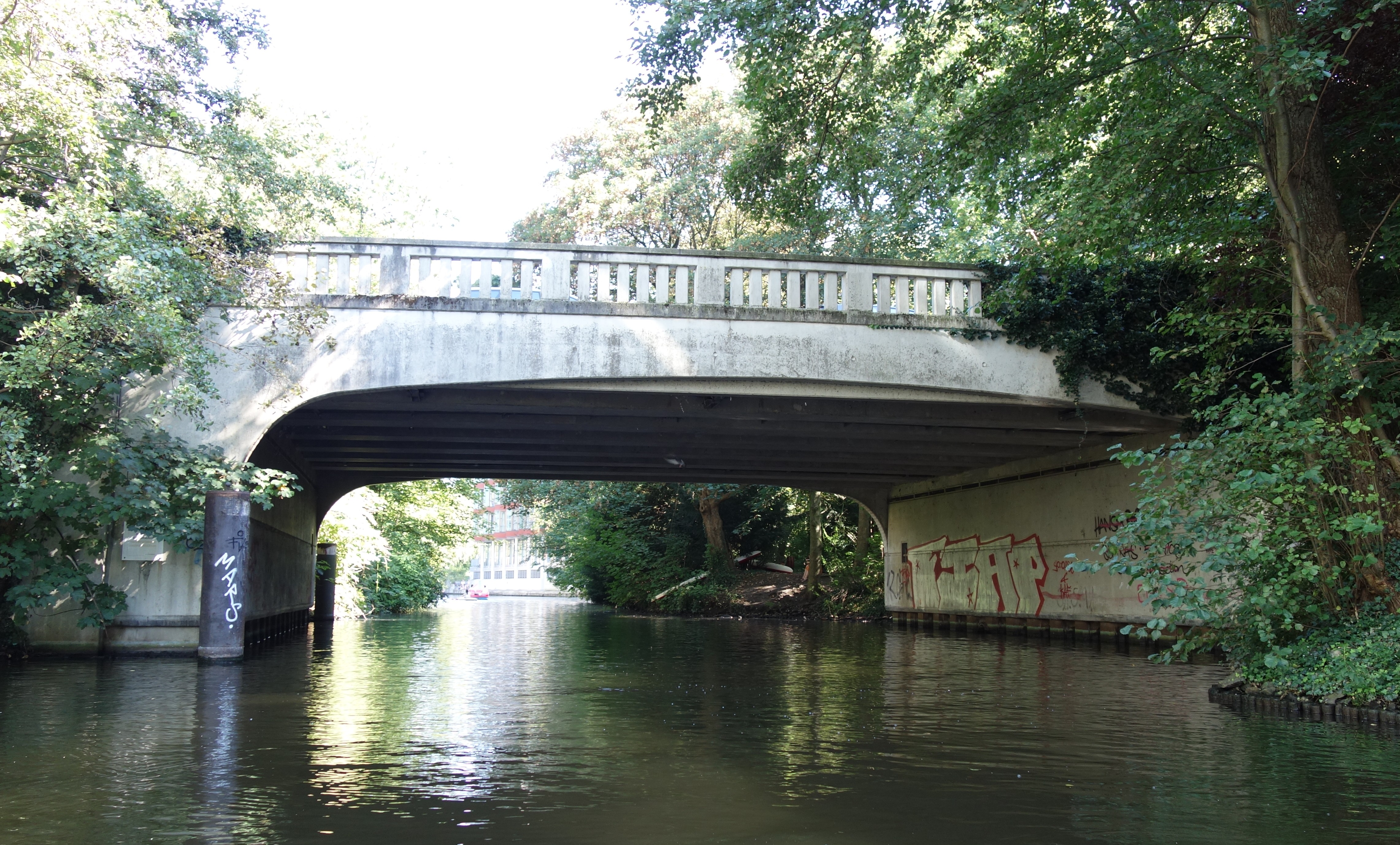
Dorotheenstraßenbrücke
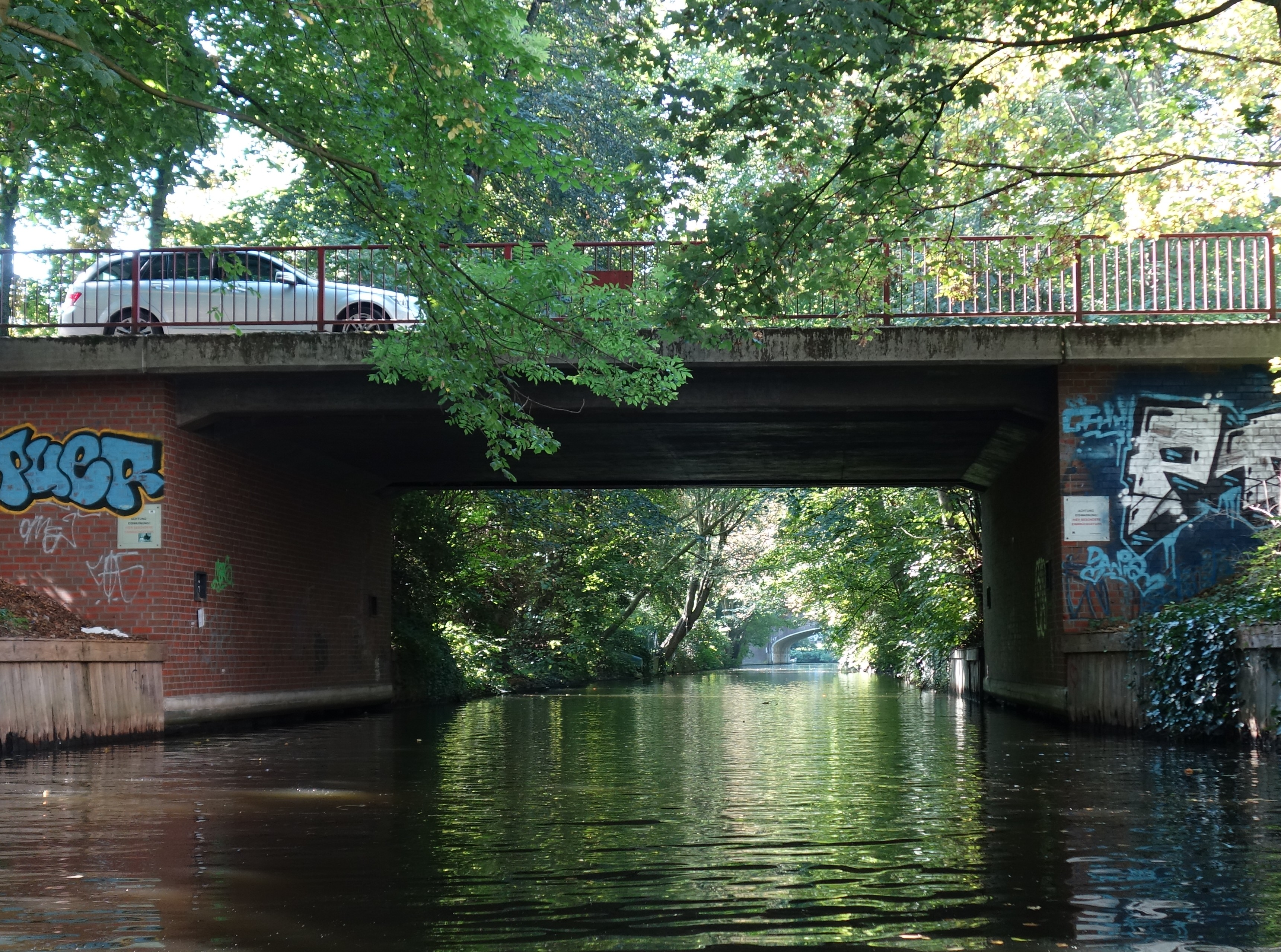
Sierichstraßenbrücke, im Hintergrund die Dorotheenstraßenbrücke

## Fauna
Im Goldbekkanal kommen Rotaugen und Brassen häufig vor sowie bis 50 cm große Alande. Im Wendebecken der Alsterschiffe (von Bewohnern oft als „das U“ bezeichnet) leben zwischen den Teichrosenfeldern Karpfen und Schleien. Unter den Raubfischen dominieren kleine Flussbarsche, Zander, Hechte und Aale.
In den Sommermonaten kommen Rapfen oft in Trupps an die Wasseroberfläche.
Im Bereich Stadtparksee können auf Seerosenblättern und Wurzelwerk Rotwangen-Schmuckschildkröten beobachtet werden.
Ebenfalls kommen in dieser Jahreszeit Flusskrebse vor.

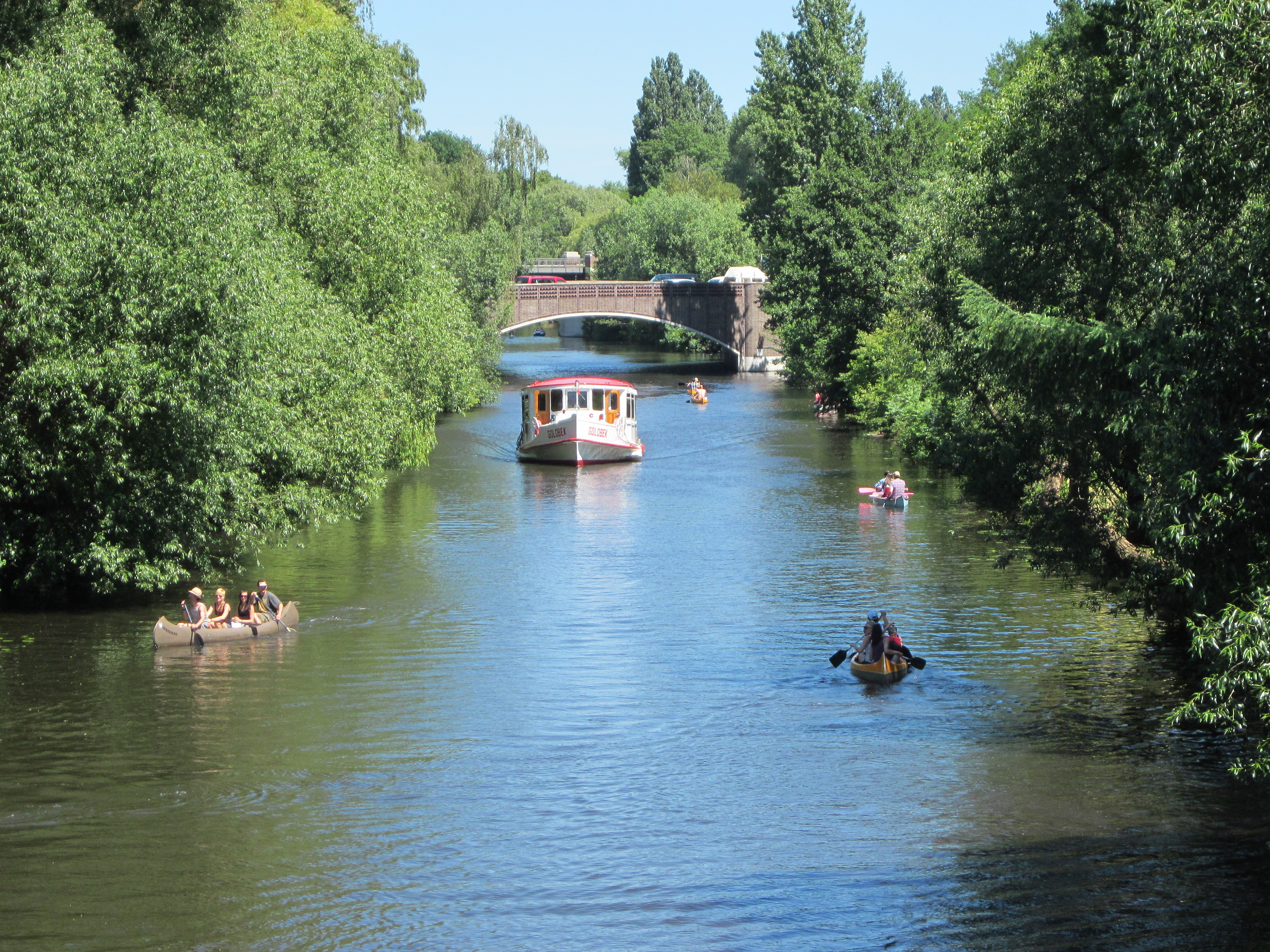
Alsterschiff Goldbek auf dem Goldbekkanal, im Hintergrund die Wiesendammbrücke

## Heutige Nutzung
Der Goldbekkanal wird von Alsterschiffen im Rahmen der Kanalfahrten befahren. Hierzu zählen regelmäßige Fahrtrouten der ATG Alster-Touristik GmbH mit dem Alsterschiff „Goldbek“. Der Kanal wird auch für den Freizeitverkehr mit Ruder- und Paddelbooten genutzt, mit denen auch der schmalere Mühlenkampkanal befahren werden kann, eine weitere Verbindung besteht zwischen dem Goldbek- und Osterbekkanal.
Am Goldbekkanal befindet sich das Kulturzentrum Goldbekhaus sowie der Kleingartenverein Goldbek e. V. und die Kleingartenkolonie Borgweg e. V.
Dreimal wöchentlich findet am Goldbekufer der Goldbekmarkt statt, ein größerer Wochenmarkt.